# François Porcile
François Porcile (* 14. Dezember 1944 in Paris) ist ein französischer Filmemacher, Schriftsteller, Journalist, Musikwissenschaftler und Musikproduzent, zudem war er musikalischer Berater bei Filmen von François Truffaut.

## Leben und Werk
Da François Porcile, geboren 1944 in Paris, nicht zwischen seinen beiden Leidenschaften wählen wollte – dem Kino und der Musik – hat er seine Interessen in vielfältigster Form beruflich kombiniert zum Ausdruck gebracht. Als Regisseur, Film-Historiker, Schriftsteller, Publizist und Dokumentarfilmer.
Sein erstes Buch erschien im Jahr 1965, mit dem bezeichnenden Titel. Défense du court métrage français. Ein Sachbuch und Dokument zur Verteidigung des Französischen Kurzfilms. Der französische Film in den 1960er Jahren wurde revitalisiert durch eine Fülle von Kurzfilmen, gedreht von vielen jungen idealistischen Filmemachern.
Es folgten in 40 Jahren zahlreiche weitere Bücher und Artikel über Musik, vor allem über die Musik des Films und des Kinos.
Porcile ist darüber hinaus auch Autor vieler klassischer Werke zu alten französischen Meistern wie Maurice Ravel oder bestimmten musikalischen Zeitepochen. So schrieb er Bücher wie "La belle époque de la musique française: Le temps de Maurice Ravel (1871–1940)" (Fayard, 1999), "Les conflits de la musique française, 1940–1965" (Fayard, 2001), war beteiligt an der Biographie von Maurice Ohana in Zusammenarbeit mit Edith Canat de Chizy (Fayard, 2005), widmete ein Kapitel in dem Buch: "L'harmonie des peuples: Les écoles musicales nationales aux XIXe et XXe siècles" (Fayard, 2006) oder nahm für das Musée des Beaux-Arts d'Orléans Stellung im Buch zu "Images de la musique française de piano (1871–1940)" (2008)
Porcile arbeitete Mitte der 1970er Jahre als Musikberater bei vier Filmen des französischen Regisseurs François Truffaut mit, als es darum ging die Musik des Komponisten Maurice Jaubert behutsam zu adaptieren und den Bedürfnissen von Truffauts Filmen anzupassen. Dies geschah mit Augenmaß und Feingefühl unter dem Dirigat von Patrice Mestral. Als Musikwissenschaftler und enger Vertrauter Truffauts war er beteiligt an Die Geschichte der Adèle H., Taschengeld, Der Mann, der die Frauen liebte und Das grüne Zimmer.
Als fachkompetenter Autor und Podiumsredner ist François Porcile auch ein häufiger und gerngesehener Gast, Moderator und Laudator auf dem Filmmusik-Seminar Event in Gent. So auch 1993 in der Besetzung: François Porcile, der Musikologin Jeannie Gayle Pool und folgenden internationalen Komponisten: David Raksin, Philippe Sarde, Stanley Myers, Pino Donaggio, Frédéric Devreese, Cong Su, Wolfgang Thiel, Nikolaus Glowna, Loek Dikker, und Dirk Brossé.
Das Flanders International Film Festival Ghent (Niederländisch: Internationaal Film Festival van Vlaanderen - Gent) wurde im Jahr 1974 zum ersten Mal gefeiert. Es findet jedes Jahr im Oktober statt. Das Filmfestival ist berühmt für seinen Fokus auf Filmmusik, mit den World Soundtrack Awards als Höhepunkt.
Als langjähriger Kenner und Begleiter der Filmmusikszenerie ist er mit vielen internationalen Komponisten bekannt und mit vielen privat befreundet. Für eine besondere filmmusikalische Sitzung wählte er erste Schritte um einige große Französische Komponisten explizit für den Film vorzustellen: Maurice Jarre, Georges Delerue, Michel Legrand und Antoine Duhamel.
François Porcile lebt und arbeitet in Paris.

## Publikationen

### Bücher
- Défense du court métrage français. Éditions du Cerf, Paris 1965, ISBN 2-7535-0061-4[4]
- 1969: Présence de la musique à l'écran. Éditions du Cerf, Paris, 1969.[5]
- Maurice Jaubert: musicien populaire ou maudit? Les Editeurs Français Reunis, 1971, OCLC 775015565.
- mit Alain Garel: CinémAction – La musique à l’écran. (= CinémAction. 62). Télérama, Corlet 1992, ISBN 2-85480-376-0, S. 216.[6]
- mit Alain Lacombe: Les Musiques du cinéma français. Bordas, Paris 1995, ISBN 2-04-019792-3.
- La belle époque de la musique française: le temps de Maurice Ravel (1871–1940). Fayard, Paris, 1999, ISBN 2-213-60322-7.
- Les Conflits de la musique française, 1940–1965. Fayard, Paris 2001, ISBN 2-213-60926-8.
- Edith de Chizy: Entre nécessité et liberté. Editions Cig'art, 2008, ISBN 978-2-85894-019-6 (+ 1 DVD)
- Images De La Musique Francaise De Piano (1871–1940). Musee Des Beaux-Arts D'orleans, 2008, ISBN 978-2-910173-31-9.

### Autoren-Beteiligung
- mit Ange Dominique Bouzet, Ghislain Cloquet und Marie-Paule Marchi (Hrsg.): Film Francais: L'hebdomadaire des Professionels du Cinema - SPECIAL CANNES. (No. 1626 - 21/5/76), Cannes Film Festival, Le Film Francais, Paris 1976.
- mit Michel Chion, François Porcile, Michel Sineux, Arnaud Petit, Paul Salmona, Jean-Marc Proust, Alfred Caron: Figures du compositeur - De Gesualdo à Pierre Schaeffer - Le compositeur vu par le cinéma et la télévision (1905–1995). Paris éditions de la Réunion des musées nationaux RMN, 1996, ISBN 2-7118-3434-4.
- mit Edith Canat de Chizy: Maurice Ohana. Fayard, Paris 2005, ISBN 2-213-62437-2.
- mit Bernard Fournier, André Lischke und Didier Van Moere: L'harmonie des peuples: Les écoles musicales nationales aux XIXe et XXe siècles. Fayard, Paris 2006, ISBN 2-213-63137-9. (François Porcile nur ein Kapitel)

## Filmografie

### Als Regisseur
- 1987: La Clémence de Titus (1987) (TV)
- 1985: Entre chats et loups (1985) (TV)
- 1985: Un compositeur pour le cinéma: Maurice Jaubert (1985).
- 1981: Robert Doisneau, badaud de Paris, pêcheur d'images (1981) (TV)
- 1981: André Derain, thèmes et variations (1981).

### Als Drehbuchautor
- 1985: Le monde désert (1985) (TV) (Adaption)
- 1985: Entre chats et loups (1985) (TV)
- 1983: Zeugnis aus der grünen Hölle (Lettres du bagne) (1983) (TV)
- 1981: Robert Doisneau, badaud de Paris, pêcheur d'images (1981) (TV)
- 1981: André Derain, thèmes et variations (1981).

### Als Musikberater
- 1975: Die Geschichte der Adèle H. (L'histoire d'Adèle H.)
- 1976: Taschengeld (L'argent de poche)
- 1977: Der Mann, der die Frauen liebte (L'homme qui aimait les femmes)
- 1978: Das grüne Zimmer (La chambre verte)

## Diskografie
- 2007: French Choral Music 3, Netherlands Chamber Choir,
- Musiques De Films & De Scene
- 2008: Tati Sonorama ! (2 × CD, Compilation, Limited Edition), (François Porcile), Record Label: Naïve, Catalogue No: K1648[7]